# دیشب (فیلم ۱۹۹۸)
دیشب (به انگلیسی: Last Night) فیلمی محصول سال ۱۹۹۸ و به کارگردانی دان مک‌کلر است. در این فیلم بازیگرانی همچون دان مک‌کلر، ساندرا اوه، تریسی رایت، کلوم کیت رنی، سارا پلی، دیوید کراننبرگ، رابرتا مکسول، ژنویو بوژو، آرسینه خانجیان، جکی باروز، باب مارتین و تام مک‌کاموس ایفای نقش کرده‌اند.